# هلموت فن مولتکه (بزرگ‌تر)
هلموت کارل برنهارت گراف فون مولتکه (به آلمانی: Helmuth von Moltke the Elder)؛ ( ۲۶ اکتبر ۱۸۰۰ – ۲۴ آوریل ۱۸۹۱) فیلدمارشال آلمانی بود. برای سی سال وی فرمانده ستاد ارتش پروس بود و به عنوان خالق شیوه‌های جدید و مدرن تر هدایت ارتش‌ها در میدان جنگ شناخته می‌شود. وی سابقه رهبری نیروهایش را در اروپا و خاورمیانه و نیز هدایت ارتش پروس در جنگ دوم شلزویگ، جنگ اتریش و پروس و جنگ فرانسه و پروس را در کارنامه دارد. مولتکه به عنوان تجسم «سازمان نظامی پروس و نبوغ تاکتیکی» توصیف شده‌است. او شیفته راه‌آهن و از پیشگامان استفاده نظامی از آن بود. اغلب برای تمییز اسمی وی از برادرزاده‌اش که هلموت فون مولتکه(جوانتر) نام داشت و در بدو جنگ جهانی اول رئیس ستاد ارتش بود، او را مولتکه بزرگتر می‌نامند.

## سالهای اولیه
مولتکه در پارخیم، مککلنبورگ_اِشوِرین به عنوان فرزند یک ژنرالِ یک ستاره آلمانی به نام فریدریش فیلیپ ویکتور فون مولتکه(۱۸۴۵_۱۷۶۸) که در خدمت ارتش دانمارک بود، زاده شد. در ۱۸۰۵ پدرش در دوشه هولشتاین در جنوب دانمارک مسکن گزید اما در همین زمان بود که در خلال جنگ ائتلاف چهارم علیه ناپلئون بر اثر سوزاندن خانه ویلایی اش در وطن توسط فرانسویان و غارت خانه دیگرش در لوبک، فقیر گشت؛ بنابراین مولتکه جوان در شرایط مصیبت باری بزرگ شد. در نُه سالگی به عنوان شاگرد شبانه‌روزی به هولشتاین رفت و در دوازده سالگی با هدف ورود به ارتش دانمارک به مدرسه نظامی کادت در کپنهاگن رفت، در هجده سالگی شاگرد پادشاه دانمارک شده و درجهٔ ستوان دومی پیاده‌نظام ارتش این کشور را دریافت داشت.
در بیست و یک سالگی به رغم نداشتن ارشدیت، تصمیم گرفت وارد خدمت ارتش پروس گردد. یکسال بعد ستوان دوم در تیپ هشتم پیاده پروس واقع در فرانکفورت گردید. در بیست و سه سالگی اجازه یافت وارد مدرسه جنگی ژنرال (که بعدها با عنوان آکادمی نظامی پروس شناخته شد) شود، جایی که سه سال تمام را در آنجا گذرانید و در ۱۸۲۶ مدرک گرفت.

## زندگی نظامی

### در آغاز کار

#### افسری جوان
برای یک سال مولتکه متصدی مدرسه نظامی کادت در فرانکفورت شد و سپس برای سه سال به عنوان بازرس و گزارشگر نظامی در سیلزیا و پوزن استخدام گردید. در ۱۸۳۲ برای خدمت در ستاد ارتش در برلین تأیید شد و در ۱۸۳۳ با ارتقا به مقام ستوان یکمی بدانجا منتقل گشت. در اینجا بود که برای اولین بار به عنوان یک افسر درخشان مورد توجه مافوق‌هایش از جمله شاهزاده ویلهلم (بعدها ویلهلم یکم، امپراتور آلمان) قرار گرفت. او در دربار پادشاه فردریش ویلهلم سوم و طبقات عالیرتبهٔ برلین مورد تکریم قرار گرفت. ذوق و قریحه اش وی را متمایل به ادبیات، مطالعه تاریخ و مسافرت نمودند. در ۱۸۲۷ یک رمان کوتاه به نام «دو دوست» منتشر ساخت. در ۱۸۳۱ نوشته کوتاهی با عنوان «هلند و بلژیک در روابط متقابلشان، از جدایی شان بدست فیلیپ دوم تا اتحاد مجددشان توسط ویلیام یکم» را نوشت. سال بعد نوشته‌ای در مورد شرایط داخلی و اوضاع اجتماعی لهستان نوشت، نوشته‌ای که هم برپایه مطالعاتش و هم مشاهدات شخصی زندگی و خلق و خوی لهستانی‌ها بود.
او به انگلیسی روان تکلم می‌کرد و در نوشتن به آلمانی مستعد بود، برای همین در ۱۸۳۲ برای ترجمه کتاب انحطاط و سقوط امپراتوری روم به زبان آلمانی با او قراردادی به ارزش ۷۵ مارک منعقد کردند و او هم قصد داشت این پول را خرج خرید یک اسب کند. ظرف هیجده ماه وی نه مجلد از دوازده مجلد را ترجمه نمود اما ناشرش در چاپ کتاب ناموفق بوده و مولتکه هرگز بیش از ۲۵ مارک دریافت ننمود.

#### در خدمت امپراتوری عثمانی
در سال ۱۸۳۵ بر اثر ارتقای درجه اش به سروان، مرخصی شش‌ماهه ای برای سفر به جنوب شرقی اروپا دریافت داشت. بعد از اقامتی کوتاه مدت در عثمانی سلطان محمود دوم از وی درخواست کرد که در مدرن سازی ارتش عثمانی به آنها کمک نموده و از سوی حکومت متبوعش در برلین، حکم نمایندگی تام‌الاختیار بگیرد. مولتکهٔ جوان پذیرفت و دو سال را در استانبول گذراند، ترکی را فرا گرفت، شهر استانبول و بغازهای بسفر و داردانل را مورد مساحی و نقشه‌برداری قرار داد. مسافرت در طول والاشی (رومانی فعلی)، بلغارستان و روملیا (بخش اروپایی امپراتوری عثمانی) و بسیاری مسافرت‌های دیگر در هر دو سوی بغاز، از وقایع زمان اقامت رئیس آیندهٔ ستاد ارتش آلمان در امپراتوری اسلامی بودند.

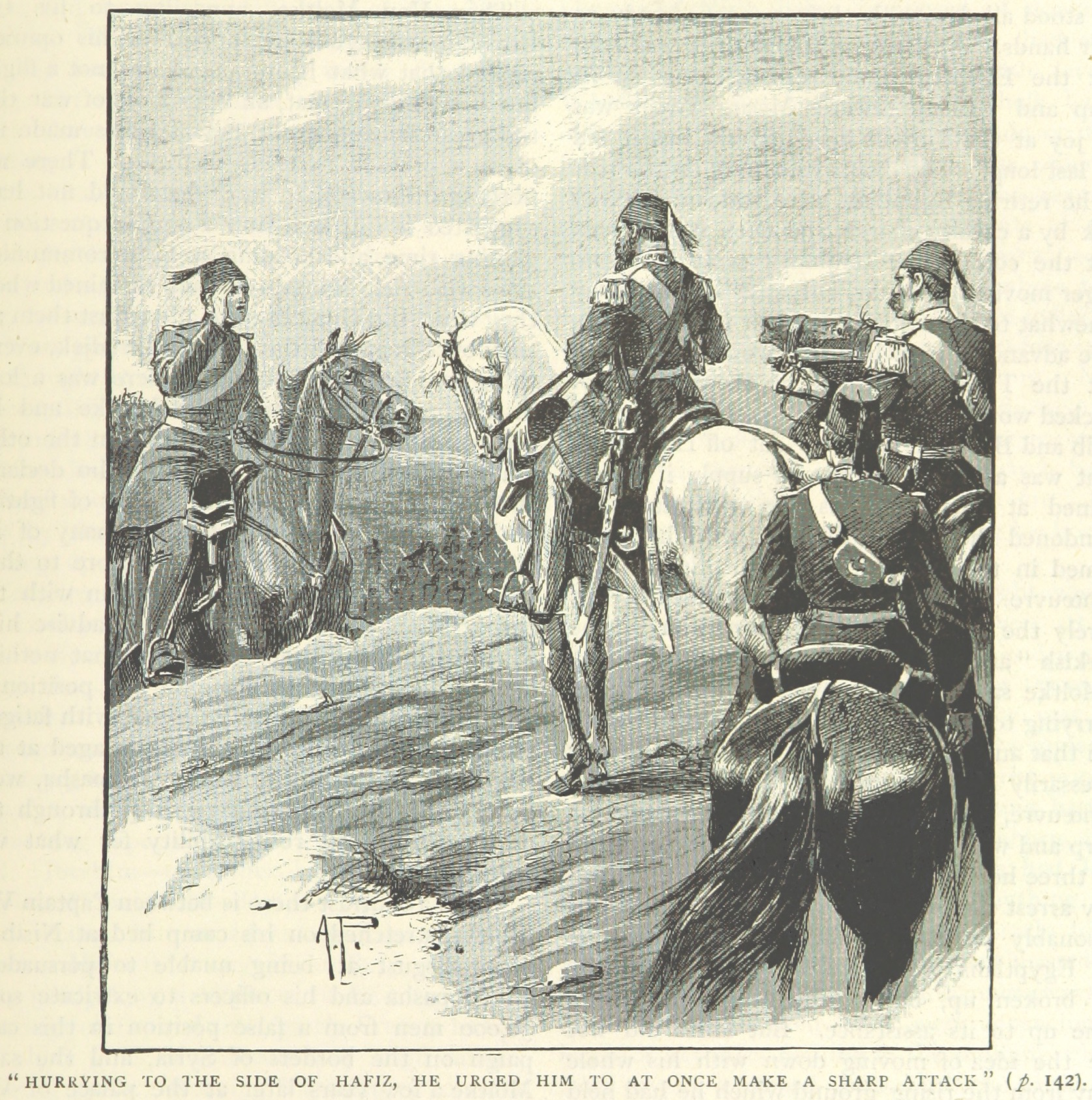
سروان مولتکه (چپ) در حال مشاوره دادن به ژنرال حافظ پاشای عثمانی در نبرد نزیب

در ۱۸۳۸ مولتکه به عنوان مشاور فرماندهی نیروهای عثمانی در آناتولی، منصوب شد، کسی که درگیر جنگ با محمدعلی پاشای مصری بود. در طول تابستان، مولتکه شناسایی و نقشه‌برداری‌های بسیاری انجام داده و هزاران مایل در طول مأموریتش پیمود. وی سخت‌ترین بخش‌های رود فرات را پیموده و بسیاری از نقاط امپراتوری عثمانی را مورد مساحی و نقشه‌برداری قرار داد. در ۱۸۳۹ ارتش عثمانی به جنوب برای جنگ با مصریان رفت اما به محض رسیدن نیروهای مصری، ژنرال حافظ پاشا از گوش فرادادن به مشاورهٔ مولتکه خودداری کرد پس وی از سمتش به عنوان افسر ستاد استعفا نمود و مسئولیت توپخانه را بر عهده گرفت. در نبرد نِزیب در روز ۲۴ ژوئن ۱۸۳۹ ارتش عثمانی شکست خورد. با مشقت فراوان، مولتکه توانست راه بازگشت به سوی دریای سیاه و سپس استانبول را بپیماید. حامی اش سلطان محمود دوم حالا متوفی بود پس مولتکه پس از چهار سال قصد وطن کرد؛ در دسامبر ۱۸۳۹ با وضع سلامتی وخیمی به برلین بازگشت.
در آلمان وی نامه‌هایی با عنوان"نامه‌هایی درباب اوضاع و حوادث ترکیه؛ از ۱۸۳۵ تا ۱۸۳۹" را منتشر ساخت. این کتاب در آن زمان با استقبال روبرو شد. در بدو سال جدید با زن انگلیسی جوانی به نام ماریا برتا هلنا برت، دختر جان هایلیگر برت که با خواهر مولتکه به نام آگوستا فون مولتکه ازدواج نمود، وصلت کرد. هر چند ازدواجی سعادتمندانه بود اما فرزندی به بار نیاورد.
در ۱۸۴۰ مولتکه به ستاد ارتش چهارم واقع در برلین منتقل شد و نقشه‌های قسطنطنیه اش، نقشهٔ جدیدی از آسیای صغیر و خاطراتی از نقشه‌برداری آن منطقه را به همراه دیگر همسفرانش انتشار داد.
مولتکه شیفته راه‌آهن شده و یکی از اولین هدایت کنندگان راه‌آهن هامبورگ_برلین بود. در ۱۸۴۳ مقاله ای تحت نام "چه نکاتی باید گزینهٔ گسترش راه آهن را قطعی کنند؟" انتشار داد. حتی پیش از آنکه آلمان اقدام به ساخت اولین سیستم ریلی اش نماید، وی ظرفیت نظامی آن را مورد مداقه قرار داده و ستاد ارتش را با استدلال بسیج نیروها و لجستیک، قانع به پشتیبانی از تأسیس سیستم ریلی کرد. وی تمامی ذخیره و پس اندازش را در پروژهٔ پر ریسک سیستم ریلی پروس سرمایه‌گذاری کرد، کاری که بعدها به وی ثروتی قابل توجه بخشید. او همچنین در اواخر دهه‌ها حضورش در ستاد ارتش، یک دپارتمان راه‌آهن ایجاد کرد، دپارتمانی که بر خلاف سایر دپارتمان‌ها وظیفه طرح‌ریزی و نقشه‌کشی نظامی نداشت بلکه وظایفش بر استفاده نظامی از راه‌آهن متمرکز بود.
در ۱۸۴۵ مولتکه"جنگ روسی_ترکی در اروپا؛ ۱۸۲۸_۱۸۲۹" را انتشار داد؛ کتابی که در محافل نظامی با گشاده‌رویی استقبال شد. نیز در همان سال، در رم به عنوان آجودان شخصی شاهزاده هانری فون پروس خدمت نمود، کسی که به وی اجازه داد نقشه شهر رم را ترسیم کند. در ۱۸۴۸ پس از بازگشتی کوتاه مدت به ستاد ارتش در برلین، وی رئیس ستاد ارتش چهارم که مقرش در ماگدبورگ بود، گردید و هفت سال را در این ناحیه ماند و در این مدت به درجه سرهنگ دوم و سپس سرهنگ تمام رسید.
در ۱۸۵۵ به عنوان دستیار شخصی شاهزاده فریدریش (بعدها به عنوان فریدریش سوم (امپراتور آلمان)) مشغول گردید. او ولیعهد را در سفر به انگلستان برای مراسم ازدواجش و نیز در سفر به پاریس و همچنین به سن پترزبورگ در مراسم تاجگذاری تزار الکساندر دوم (روسیه) همراهی نمود.

### خدمت در پروس

#### رئیس ستاد کل پروس و ستاد کل بزرگ
در ۱۸۵۷ مولتکه ریاست ستاد ارتش پروس را عهده‌دار شد، سمتی که تا سه دهه آنرا در پنجه گرفت (هر چند پس از تشکیل امپراتوری آلمان در ژانویه ۱۸۷۱ نام «ستاد ارتش پروس» به «ستاد بزرگ ارتش» تغییر یافت). به محض آنکه این ریاست را عهده‌دار شد، شروع به اقدامات اصلاحی نمود که از جمله آنها می‌توان به تغییراتی در روش‌های استراتژیکی و تاکتیکی ارتش پروس، تغییراتی در تجهیزات نظامی و ارتباطات؛ تغییراتی در آموزش افسران ستاد (از جمله ابتکار جدیدی به نام "اردوهای ستادی" یا "staff rides")∗ و نیز تغییراتی در نحوه بسیج نیروها اشاره کرد. وی هم چنین مطالعهٔ سیاست کشورهای اروپایی در طراحی نبردها_ که ممکن بود لازم شوند_ را به برنامه واحدهای درسی اضافه نمود. به‌طور خلاصه، او به سرعت شالوده یک ستاد ارتش مدرن و امروزی را پایه گذاشت.
در ۱۸۵۹ جنگ پادشاهی ساردنی و امپراتوری اتریش در ایتالیا منجر به بسیج ارتش پروس گردید، هرچند که وارد جنگ نشدند. پس از این بسیج، ارتش سازمان مجددی یافته و توان آن دو برابر گردید. این بسیج نیروها نه از سوی مولتکه بلکه توسط شاهزاده و نایب‌السلطنه شان به نام ویلهلم (بعدها با عنوان ویلهلم یکم، امپراتور آلمان) و وزیر جنگ آلبرشت فن رون انجام شد. مولتکه نبرد در ایتالیا را از نزدیک دیده و آن را به‌صورت مکتوب تاریخ‌نگاری نمود (در ۱۸۶۲ منتشر شد)؛ هرچند در صفحهٔ عنوانِ این کتاب، تألیف آن را به بخش تاریخیِ ستاد ارتش نسبت دادند.
در دسامبر ۱۸۶۲ نظر مولتکه را دربارهٔ جنبه‌های نظامی تنش با دانمارک استعلام کردند. او در پاسخ نظر داد که سختی چنین جنگی در پایان دادن و اختتام آن خواهد بود، چرا که ارتش دانمارک، البته اگر بتواند، به جزایر عقب‌نشینی خواهد کرد و از آنجا که بر دریا تسلط دارد، [به سادگی] مورد تهاجم قرار نخواهند گرفت. وی نقشه ای را برای دور زدن جناح ارتش دانمارک به محض موضع‌گیری اش در جلوی شلسویگ و پیش از آغاز جنگ، ترسیم کرد. او فرض را بر این گذاشت که در این صورت عقب‌نشینی اش به جزایر ممکن است قیچی شود.

#### جنگ با دانمارک
وقتی جنگ دوم شلسویگ در فوریه ۱۸۶۴ آغاز شد، مولتکه با سپاهیانش اعزام نشد و در برلین ماند. ژنرال‌های پروسی نقشهٔ جنگی رئیس ستاد نابغه‌شان را بد اجرا کرده و در نتیجه ارتش دشمن توانست با گذر از تنگه آبی، به دژهای دیبول و فردریشیا در جزیره ای پناه ببرد. پروسی‌ها این دو دژ را تحت محاصره قرار دادند. دیبول شکست خورده و فردریشیا بدون تحمل تهاجمی تسلیم شد اما جنگ به پایان نرسید چرا که ارتش دانمارک در آلس و فونن هنوز موضع امنی داشت.
در پایان آوریل ۱۸۶۴ مولتکه به فرماندهی ستاد متفقین (پروس و شاهزاده نشین‌های آلمانی) برگزیده و به محل عملیات فرستاده شد. پس از آتش‌بس دوماهه، ارتش مشترک پروس و شاهزادگان آلمانی در ۲۹ ژوئن به جزیره آلس هجوم بردند. دانمارکی‌ها آلس را تخلیه نموده و بعد از مدتی کوتاه شرایط صلح دشمن را پذیرفتند. ابهت مولتکه در صحنه جنگ ورق را برگرداند و نفوذش بر پادشاه ویلهلم یکم، جایگاهی محکم در فرماندهی نیروهای مسلح برایش به وجود آورد. متعاقباً، وقتی در ۱۸۶۶ تنش با اتریش به حد انفجار رسید، بار دیگر نقشه‌های مولتکه تنظیم و عملی شدند.

#### تئوری جنگ مولتکه
بر خلاف آنتوان آنری ژومینی، استراتژیست فرانسوی که به پرداخت مجموعه ای خشک از قواعد و قوانین بسنده کرد، آقای مولتکه پیرو کارل فون کلاوزویتس بوده و همانند او استراتژی را به منزله هنر عملیِ به‌کارگیری ابزارها برای به پایان بردن جنگ می‌دید. وی شیوه‌های ناپلئون را با شرایط عصرش منطبق نموده و گسترش داد. وی در درک قدرت دفاعیِ عظیمِ جنگ‌افزارهای مدرن پیشگام بود و این نتیجه را حصول کرد که یک حمله محاصره ای اکنون بیش از تلاش برای رخنه در خط مقدم دشمن، خوفناک تر شده‌است.
یکی از استراتژی‌های ممیزهٔ این نابغه نظامی، که در تمامی نقشه‌هایش برای جنگ با روسیه و فرانسه دیده می‌شدند، چیزی بود که استراتژی هجومی_دفاعی نامیده شد، یعنی مانور دادن ارتش برای قطع خطوط ارتباطی دشمن و سپس در هم کوباندن تلاش دشمن برای بازسازی این خطوط طی یک عملیات دفاعی.
مولتکه تاکتیک‌های ناپلئون را در نبرد باوتزن مورد مداقه و کنکاش قرار داده بود؛ زمانی که ناپلئون سپاهیان یکی از ژنرالهایش به نام میشل نی که از مسافتی دور می‌آمد، را به جای آنکه در نیروهایش ادغام نماید، در برابر جناحین دشمنان قرارش داد؛ مولتکه همچنین با مطالعهٔ نقشه متفقین در نبرد واترلو به نتیجهٔ مشابهی رسید.∗ افزون بر اینها، وی افزود که [در قرن نوزدهم] بهبودیِ قدرتِ آتش، ریسکِ بازشدنِ خطوط دفاعیِ مدافع را کاهش داده‌است، در حالی که افزایش حجم ارتش‌ها، مانورهای محاصره ای را عملی تر نموده‌است.

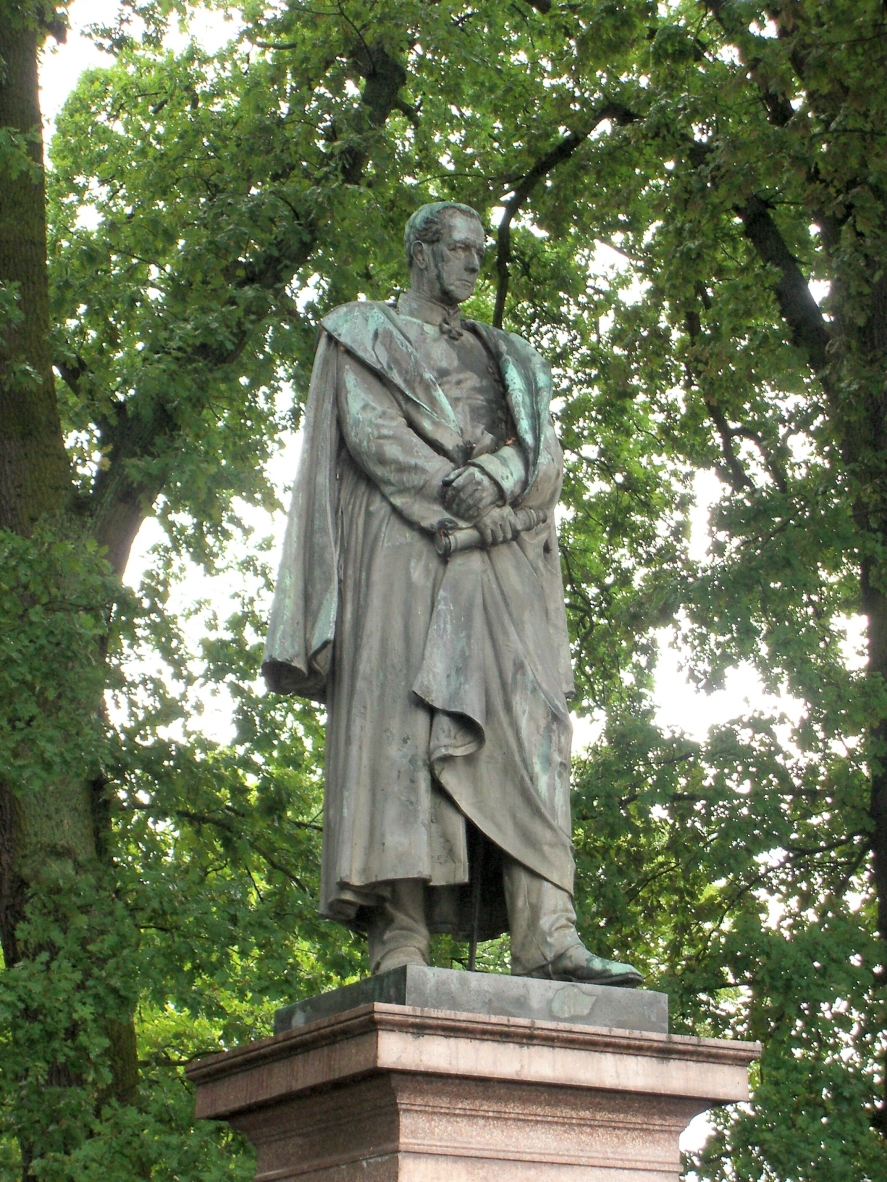
پیکره مولتکه در زادگاهش پارشیم

همزمان با این‌ها، مولتکه راجع به شرایط پیاده‌روی و تدارکات یک ارتش نیز تحقیق کرد. فقط یک سپاه می‌تواند در یک روز از یک جاده گذرانده شود، گذراندن دو یا سه سپاه از همان جاده بدین معنی بود که سپاهیان دوم و سوم نمی‌توانند [بر خلاف سپاه اول] در خط مقدم قرار گیرند. چندین سپاه که نزدیک به یکدیگر در موضعی تنگ استقرار یافته باشند، نمی‌توانند برای بیش از یک یا دو روز تغذیه شوند. همین‌طور این نظامی نابغه بر این اعتقاد بود که جوهرهٔ استراتژی عصرش بر چیدمانِ صحیحِ سپاهیانِ منفصل از یکدیگر برای پیشروی، و سپس تمرکز مجدد آنان در زمان نبرد استوار بود. برای ایجاد ارتشی بزرگ و در عین حال قابل اداره، بایستی آنرا به ارتش‌ها یا سپاه‌های مجزایی بخش بخش نمود که هر یک تحت فرماندهی یک ژنرال که اختیار تام در تنظیمِ حرکات سپاهِ خودش را_البته در چارچوب اوامر فرماندهی کل قوا_دارد، قرار گیرند.
این نویسنده نظامی همچنین به این درک رسید که ازدیاد حجم ارتش‌ها از دهه ۱۸۲۰ بدین سو برخلاف دوران ناپلئون و ولینگتن، کنترل همه‌جانبه بر سراسر نیروها را اساساً ناممکن ساخته‌است. زیردستان و افسران جزء برای عملکرد مؤثر در نبرد مجبور به بهره‌گیری از نیروی ابتکار و قضاوت شخصی شان خواهند شد؛ بنابراین تمامی نقشه‌های جبهه‌ها و نبردها بایستی مرکز زدایی (به انگلیسی:decentralization که منظور از آن دادن فضای آزادی عمل بیشتر به فرماندهان و افسران دون پایه است. م) شوند چرا که این مرکززدایی لازم خواهد شد. در این مفهوم جدید از مدیریت جنگی، فرماندهان واحدهای مجزا موظفند که از ابتکارات[فردی] خود در تصمیم‌گیری استفاده کنند و آقای مولتکه بر مزایای تکثر افسران تأکید دارد؛ افسرانی که البته بایستی ابتکارات فردیشان محدود به چارچوب اهداف [و دستورالعمل‌های] فرماندهان ارشدشان باشد.
وی این ایده نو را با عبارت directives stating his intentions یا به فارسی"دستورهای[ستاد کل تنها] اهداف را معین می‌کنند[نه چیزی بیشتر]" تبیین نمود، وی بر این نیت بود که انحرافات و تخطی‌های جزئی از اوامر ستاد را به شرطی که از چارچوب کلی مأموریت و دستورهای ستاد فراتر نروند، به رسمیت بشناسد. مولتکه بر این ایده اصلاح طلبانه اش پافشاری کرده و بعدها شالودهٔ تمامی نظریات نظامی آلمان شد.∗
اساس تز مولتکه این بود که استراتژی نظامی باید به صورت سیستمی از گزینه ها[ی محتمل] در نظر گرفته شود چرا که طراحی هر عملیات نظامی فقط با احتمالات سر و کار دارد. به اعتقاد او وظیفه اساسی فرماندهان نظامی باید آماده سازیِ وسیعِ همهٔ پیشامدها و نتایج احتمالی باشد (یعنی همه پیشامدهای احتمالی_ولو نامطلوب_ را در نظر داشته باشند. م). نظریه مولتکه را می‌توان در دو جمله خلاصه نمود که یکی شهرت بیشتری دارد و دیگری شهرتی کمتر: نخست اینکه توسعه و طراحی هر عملیات جنگی بستگی تام به اولین رویارویی با بخش اعظم نیروی دشمن دارد (یا مواجهه با قدرت اصلی دشمن باعث تغییر در نقشه جنگی می‌شود) و دوم اینکه استراتژی را باید به مثابه مجموعه ای از اقدامات کارا و عملی در نظر گرفت.

#### جنگ پروس و اتریش ۱۸۶۶
راجع به استراتژی این جنگ، مولتکه تلاشهای متمرکزی را از خود بروز داد. دو دشمن بودند که پروس را تهدید می‌کردند؛ اولین آنها ارتش اتریش_ساکسونی با استعداد ۲۷۰٬۰۰۰ نیرو و دیگری ارتش‌های شاهزاده نشین‌های شمالی و جنوبی آلمان با استعداد ۱۲۰٬۰۰۰ نیرو بودند. ارتش پروس از این نیروها کوچکتر بود. ارتش پروسی که در برابر اتریش قرار داده شد برابر ۲۷۸٬۰۰۰ نیرو داشت که تنها ۴۸٬۰۰۰ نفر از اینان برای دفاع در برابر متفقین آلمانیِ اتریش ذخیره شدند. این نیروی کوچک تحت فرماندهی فالکنشتاین، ارتش هانوفر (در شمال آلمان. م) را در کمتر از دو هفته شکست داده و سپس نیروهای شاهزاده نشینان جنوبی را در جنوب آلمان عقب راندند.
در تقابل با ارتش اتریش_ساکسونی مسئله این بود که ارتش پروس باید سریعتر از دشمنش آماده شود که کار آسانی نبود زیرا پادشاه ویلهلم یکم تا پیش از بسیج اتریشیان، فرمان بسیج نیروهای خودش را صادر نمی‌کرد اما اطلاعات و دانش مولتکه در مورد راه‌آهن به وی کمک کردند تا زمان را صرفه جویی کند. پنج خط راه‌آهن از استان‌های مختلف پروسی به یک سری مواضع مرزی در جنوب هدایت شدند. با استفاده فوری از این خطوط ریلی مولتکه توانست سپاهیانش را همزمان از منازل سازمانیِ زمان صلحشان، به مرز بفرستد.
پس از پیاده‌روی به سوی ساکسونی، ارتش ساکسونی به بوهم (اکنون در چک. م) عقبگرد زد. مولتکه اکنون دو ارتش داشت که در فاصله ای ۱۰۰ مایلی نسبت به یکدیگر قرار داشتند. مسئله این بود که چگونه این دو ارتش را هدایت کرد که یک ارتش اتریشی که بین شان قرار داشت را به دام اندازند؛ همان‌طور که ناپلئون و فرانسویان توسط ارتش‌های ولینگتن و بلوشر به دام افتادند. او تصمیم گرفت این دو ارتش را تا گیتشین (اکنون جیکین در چک. م) پیش براند. او پیش‌بینی کرد که پیشروی ارتش ولیعهد باعث برخوردش با یکی از ارتش‌های اتریش خواهد شد؛ اما ولیعهد ۱۰۰٬۰۰۰ نیرو داشت و احتمال نمی‌رفت ارتشی که در برابرش قرار گیرد، از آن بزرگتر باشد.

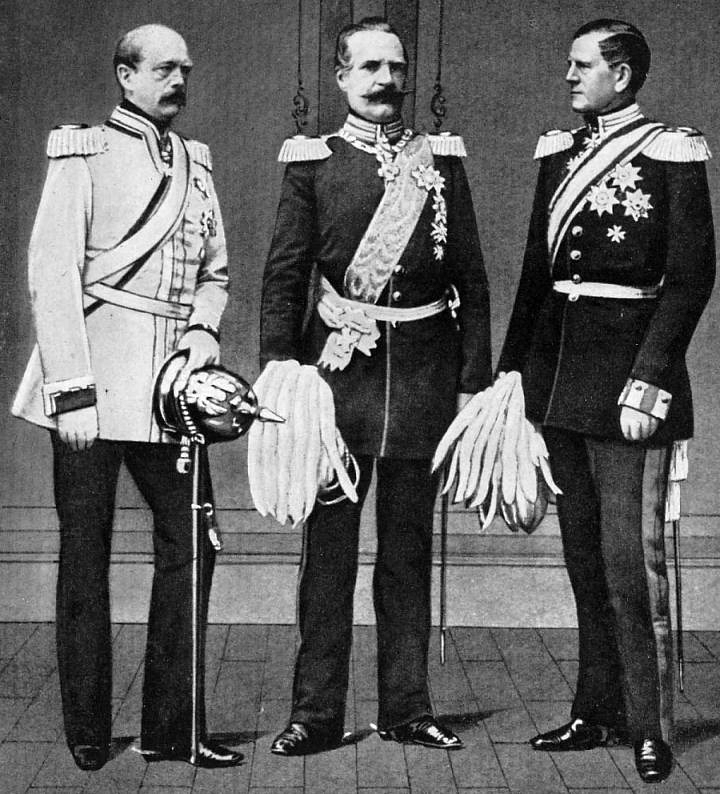
سه چهرهٔ کلیدی پروس در دهه ۱۸۶۰:بیسمارک و رون و مولتکه (راست)

اتریشیان تحت هدایت لودویگ فون بِنِدک سریعتر از آنچه مولتکه توقع داشت، پیشروی می‌کردند و احتمال می‌رفت با چهار یا پنج سپاهشان با ارتش یکی از شاهزادگان پروسی تصادم یابند؛ اما حواس بندک متوجه ارتش ولیعهد بود و هر چهار سپاهش به کل تار و مار شدند. در یکم ژوئیه بندک نیروهای متزلزل خود را در موضعی دفاعی در جلوی کونیگراتز جمع نمود. دو ارتش مولتکه که پیشتر ۱۰۰ مایل از یکدیگر دور بودند حالا هم نسبت به خودشان و هم نسب به دشمن در فاصله ای کم قرار داشتند. در سوم ژوئیه، این دو ارتش مولتکه وارد عمل شدند؛ ارتش اول در برابر اتریشیان و ارتش دوم در مقابل جناح راست آنان موضع گرفت. ارتش اتریش به کل شکست خورده و نبرد به پیروزی پروس منجر شد. ژنرال مولتکه اما به نتیجه نبرد کونیگراتز بسنده نکرد. وی کوشید که ارتش پروس در الب را به بالای کونیگراتز برساند تا از عقب‌نشینی اتریش جلوگیری نماید، اما فرماندهٔ این ارتش در رساندن به موقع ارتش خود ناکام ماند. پس مولتکه کوشید به این امید که دشمن در همان موضعی که هست بماند، ارتش اولش را از رخنه بیش از حد در مواضع دشمن بازدارد، وی می‌خواست با اینکار وقت تلف کرده تا ارتش ولیعهد خودش را رسانده و عقب‌نشینی اتریش را قیچی کند، اما این اتفاق هم نیفتاد.∗

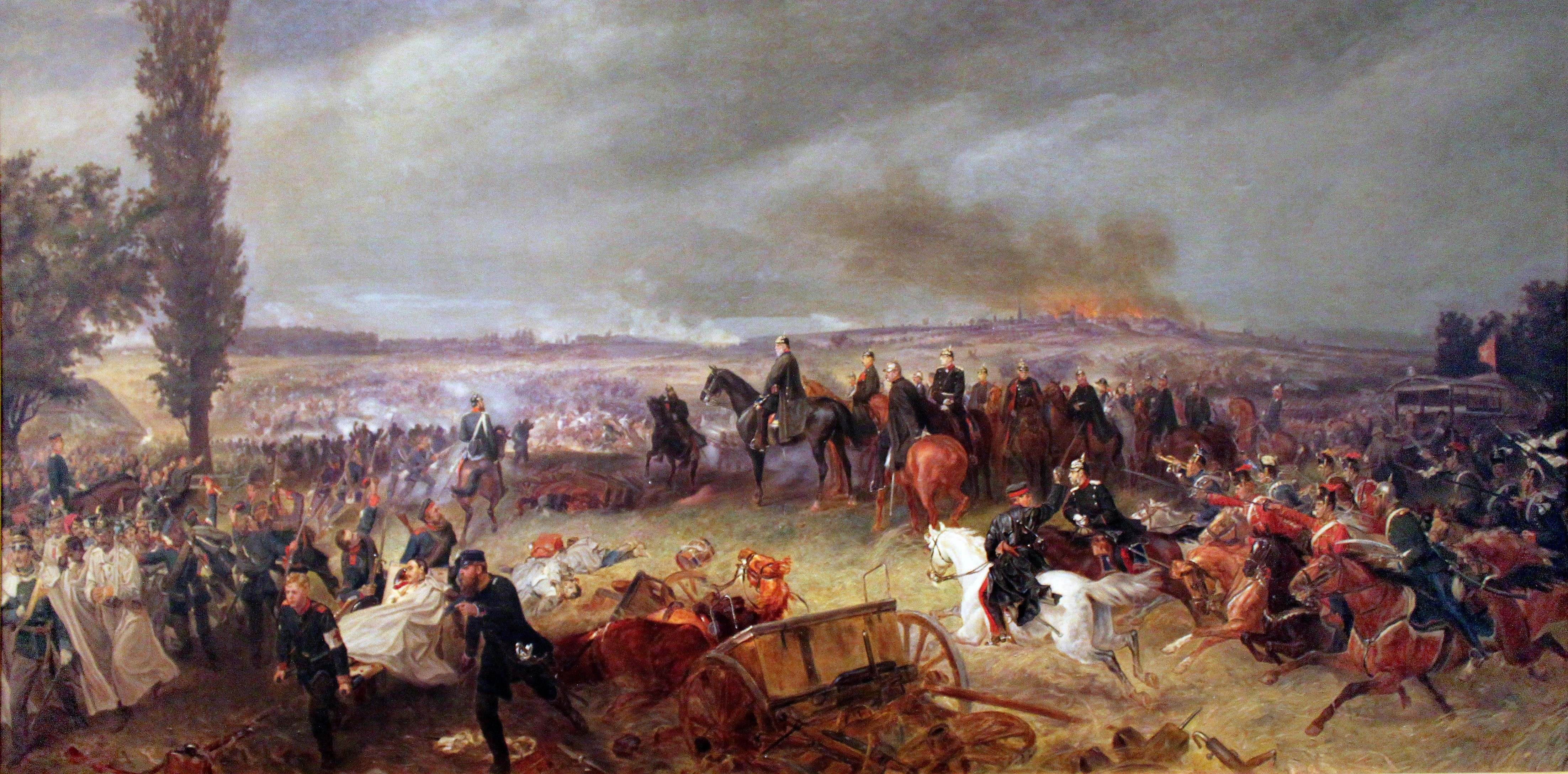
ویلهلم یکم (سوار بر اسب سیاه) نبرد در کونیگراتز را مشاهده می‌کند. بیسمارک و رون و مولتکه وی را همراهی می‌کنند.

در طول مذاکرات، صدر اعظم آهنین پروس اتو فن بیسمارک با اراده پادشاه مبنی بر انضمام پادشاهی ساکسونی و قلمروهایی که فراتر از فتوحات ارتش پروس بودند، مخالفت نمود زیرا ترسش از مداخله عملی فرانسه در صورت زیاده خواهی حکومتش بود. مولتکه اما نسبت به مغلوب ساختن هردوی اتریش و فرانسه در صورت مداخله فرانسویان اطمینان داشت و به بیسمارک نقشه‌هایش را در مورد جنگ دو جبهه ای با فرانسه و اتریش ارائه نمود اما جنگ با فرانسه تا چهار سال بعد رخ نداد.
پس از صلح، حکومت پروس، ژنرال نابغه اش را با مبلغ ۳۰٬۰۰۰ مارک پاداش داد (تقریباً معادل ۲۲۵٬۰۰۰ دلار آمریکا در سال ۲۰۱۶) و مولتکه با آن بخشِ کریساو (اکنون با نام روستای شیزاوا در جنوب غرب لهستان امروزی. م) در استان سیلزیا را خریداری کرد. در سال ۱۸۶۷ کتاب «نبرد ۱۸۶۶ در آلمان» به چاپ رسید. این تاریخچه تحت نظارت شخصی مولتکه تألیف شده و در روزگار خودش به عنوان اثری کاملاً دقیق مورد استقبال قرار گرفت. در دسامبر ۱۸۶۸ همسر مولتکه در برلین وفات یافت و در کلیسایی کوچک که مقبره خانوادگی ای بود که مولتکه ساخته بود، به خاک سپرده شد.

### چالش بعدی

#### جنگ فرانسه و پروس ۱۸۷۰
مولتکه همچنین طراحی و هدایت ارتش پروس در جنگ فرانسه و پروس ۱۸۷۱_۱۸۷۰ را خود انجام داد، جنگ سرنوشت سازی که منجر به تعیین‌کننده‌ترین واقعه قرن نوزدهم از زمان جنگهای ناپلئونی یعنی تشکیل امپراتوری آلمان در ۱۸ ژانویه ۱۸۷۱ گردید. جنبه‌های نظامی چنین نبردی ذهن مولتکه را از سال ۱۸۵۷ تقریباً به‌طور مستمر به خود جلب نموده بود؛ مستنداتی که پس از مرگ وی انتشار یافتند فاش می‌کنند که وی بارها این جنگ محتمل را در برابر دیدگانش داشته و برای مناسب‌ترین آرایش نیروهای پروسی یا آلمانی برنامه ریخته بود. مولتکه برای آنکه نقشه‌هایی که برای نقل و انتقال نیروها با سیستم ریلی طراحی کرده بود را با شرایط سیاسی، گسترش ارتش پروس و گسترش سیستم ریلی شان تطبیق دهد، به صورت هر ساله ای آنها را مورد تجدید و اصلاح قرار می‌داد.
موفقیت سال ۱۸۶۶ جایگاه این ژنرال را مستحکم ساخته بود برای همین وقتی در پنجم ژوئیه ۱۸۷۰ تنش با فرانسه بر سر ماجرای انتخاب شاهزاده اسپانیا به حد غیرقابل تحملی رسیده و فرمان بسیج نیروهای پروسی و ایالات جنوبی آلمان (که بر خلاف ایالات شمالی هنوز به پروس الحاق نگردیده بودند. م) صادر شد، طرح‌های مولتکه بدون اختلاف نظری مورد پذیرش و عملیاتی شدن قرار گرفتند. فرمان‌های مولتکه به عنوان رئیس ستاد ارتش به مثابه اوامر یک پادشاه اطاعت می‌شدند.
نقشه مولتکه این بود که تمامی ارتش را در جنوب ماینتس متمرکز سازد، این تنها بخش یا ناحیه ای بود که یک ارتش توانست تمامی مرز را ایمن سازد. اگر فرانک‌ها بیطرفی لوگزامبورگ و بلژیک را نادیده گرفته و به سمت کولونی (یا هر ناحیه دیگری در راین سفلی) پیشروی کردند، ارتش ژرمن‌ها می‌توانست به آنها از جناحین شان ضربت وارد کند. از دیگر سو، خودِ رود راین نیز با دژ شهرهای کوبلنز، کولونی و وسل می‌توانست مانعی جدی بر سر راه پیشروی فرانک‌ها باشد. برعکس اگر فرانسویان بکوشند از جنوب آلمان دست به تهاجم زنند_که باید هم چنین کنند_ یک پیشروی از سوی آلمان‌ها در قسمت بالایی راین می‌تواند ارتباطات آنها را قطع کند. مولتکه انتظار داشت که فرانسویان مجبور خواهند شد با راه‌آهن بخش بیشتری از نیروها را در نزدیکی متز و بخش کوچکتری را در استراسبورگ جمع‌آوری نمایند.
ارتش ژرمن‌ها به سه گروه تقسیم شده بود: اولین آنها با استعداد ۶۰٬۰۰۰ نیرو تحت فرماندهی اشتاینمتز و دومی با استعداد ۱۳۰٬۰۰۰ نیرو تحت هدایت پرنس فریدریش کارل فن پروس در اطراف هامبورگ و سومی تحت رهبری ولیعهد (بعدها با عنوان فریدریش سوم (امپراتور آلمان)) با ظرفیت ۱۳۰٬۰۰۰ نیرو پایین‌تر از دو ارتش دیگر در لانداو مستقر می‌شد.
نقشه مولتکه وظایف این سه ارتش را بدین صورت تعیین نمود: ارتش اول که بالاتر از دو ارتش دیگر قرار دارد باید به سوی کرانه رود موز پیشروی کرده و متز را بگیرد در حالیکه ارتش‌های دوم و سوم باید به جلو بتازند؛ ارتش دوم به سوی پونته موسن(Pont-à-Mousson) و ارتش سوم هم به استراسبورگ می‌تاخت. اگر ارتش گل‌ها در برابر ارتش دوم ظاهر گشت، با حمله مستقیم این ارتش و حمله جناحی ارتش سوم یا اول (یا هردو) مواجه می‌شد؛ اگر هم ارتش دشمن در خط مابین سابورگ و لونوی(Lunéville)دیده شد، بازهم از دو جناح توسط ارتش‌های دوم و سوم مورد حمله قرار خواهد گرفت. نیت کلی این بود که نیروی اصلی ارتش فرانسه را با چنین نقشه ای مورد تهاجم قرار داده و آنرا مجبور به چرخش به سوی شمال نمایند و تماسش با پاریس را قطع کنند.
اما نقشه با وقایعی غیرمنتطره نیز مواجه شد. نبرد ورت(Battle of Wörth) زودتر از آنچه مولتکه انتظار داشت به وقوع پیوست و به هدفش که نابودی ارتش مارشال مک ماهون بود نرسید و تنها توانست آنرا با شکست دادن مجبور به عقب‌نشینی شتابزده به سوی شالون(Châlons) کند. هیچ‌یک از تصمیم‌های مولتکه به اندازهٔ و به روشنیِ تصمیمش بر حمله به گراولوت(Gravelotte) بینش و هدف وی را روشن نساخت. دیگر استراتژیست‌ها می‌پنداشتند که در نبرد گراولوت پیروزی استراتژیک حاصل شده و دیگر نیازی به پیروزی تاکتیکی نیست و برای همین مولتکه را به خاطر آخرین حمله اش به گراولوت سرزنش کردند؛ چرا که نتایج ناچیزی با تلفاتی سهمگین نصیب ارتش پروس شدند. اما اکنون فاش شده‌است که حمله به گراولوت دستور پادشاه بوده و مولتکه خود را سرزنش کرد که چرا از نفوذ خود برای لغو این حمله استفاده نکرد.
در نبرد سدان دو ارتش ژرمنی، ارتش فرانسه را که در یکم سپتامبر از چند جهت مورد هجوم قرار داده بودند، محاصره نموده و در دوم سپتامبر آنرا مجبور به تسلیم نمودند. حالا مولتکه به سمت پاریس پیش تاخت تا آنرا محاصره کند. از این زمان به بعد محاسبات اقتصادی، نحوهٔ تفکرِ غالبِ مولتکه شدند، چرا که وی به قدر کافی دور اندیش بود که به خاطر قلت‌ها و کاستی‌هایی که دامنگیر ارتشش شدند، به تلاشی غیرعملی دست نزند. در محاصره متز و پاریس سؤال این بود که در حالی که به محاصره ادامه می‌دهند، چگونه حملات ارتش‌های جدید فرانسه، که بهایی بود که پروسیان برای محاصره پاریس می‌پرداختند، را دفع کنند. محاصره متز در ۲۷ اکتبر با تسلیم مدافعان پایان یافت و در ۲۸ ژانویه یعنی ده روز پس از تشکیل امپراتوری آلمان، آتش‌بس در کاخ ورسای امضا گردید.

### سالهای پایانی

#### سالهای پایانی و مرگ

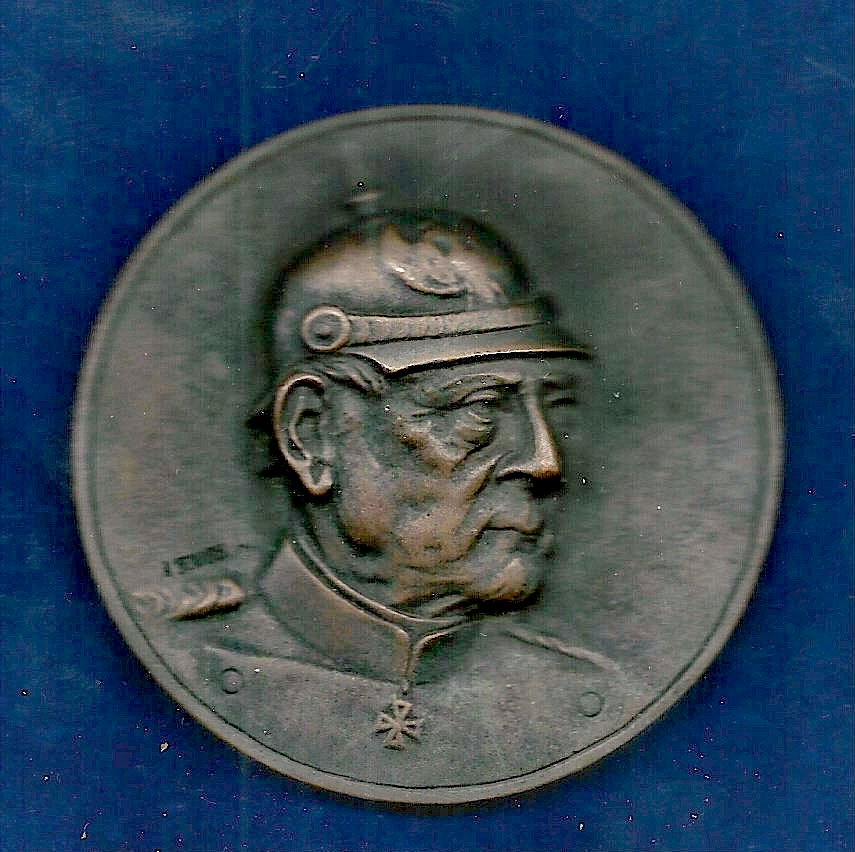
مدال برنز فیلدمارشال هلموت گراف فون مولتکه در سال ۱۸۹۰ که صلیب کبیر صلیب آهنین(Grand Cross of the Iron Cross) در جلوی گردن او دیده می‌شود. طراحی مدال از آگوست شابل، مونیخ

در اکتبر ۱۸۷۰ حکومت پروس برای پاسداشت خدمات ژنرال نابغه اش در طول جنگ با فرانسه و پیروزی در نبرد سدان، عنوان اشرافی «گراف» (معادل کنت) را بدو بخشید. در ژوئن ۱۸۷۱ با ارتقای مقام به درجه فیلدمارشال و نیز پرداخت پاداش نقدی گزافی بار دیگر از وی تقدیر شد. وی در دیت (پارلمان کنفدراسیون آلمان شمالی از ۱۸۶۷ تا ۱۸۷۱. م) و نیز رایشتاگ (پارلمانی که پس از تشکیل امپراطوری آلمان در ژانویه ۱۸۷۱ تأسیس شد. م) نیز عضویت داشت. به خاطر «دستاوردهای شایسته در راه اتحاد و زایش مجدد سرزمین پدری آلمان» به وی عنوان شهروند افتخاری هامبورگ داده شد.
مولتکه بر تألیف تاریخ رسمی جنگ فرانسه و پروس که بین سالهای ۱۸۷۴ تا ۱۸۸۱ توسط ستاد ارتش آلمان منتشر شد، نظارت داشت. پس از جنگ و تشکیل امپراطوری آلمان، وی به یک قهرمان ملی و شخصیتی سرشناس بدل گشت. بیش از ۵۰ بنای یادبودِ مولتکه توسط حکومت جدید آلمان در سراسر این کشور در اواخر قرن نوزدهم و اوایل قرن بیستم ساخته شدند؛ برخی از آنها در طول یا پس از جنگ دوم جهانی و به قدرت رسیدن کمونیست‌ها در آلمان شرقی، تخریب شدند اما تعدادی هنوز باقی هستند.
زمانی که مولتکه در ۱۸۸۸ پس از ۶۹ سال خدمت بازنشسته گردید، آلفرد فن والدرزه جایش را گرفت. (برادرزاده اش با عنوان هلموت فون مولتکه معروف به مولتکه جوانتر نیز از ۱۹۰۶ تا ۱۹۱۴ رئیس ستاد ارتش بود) نود اُمین سالروز تولدش در ۲۶ اکتبر ۱۸۹۰ توسط حکومت امپراطوری آلمان تعطیل رسمی اعلام شد. فیلد مارشال هلموت فون مولتکه پس از یک دوره بیماری کوتاه در روز ۲۴ آوریل ۱۸۹۱ در منزلش در برلین در گذشت. برای او تشییع جنازه رسمی اختصاص دادند؛ جایی که دور تا دور تابوتش را قهرمانان نظامی فرا گرفته و هزاران نفر احترام وی را به جا آوردند که از جمله آنها می‌توان به قیصر ویلهلم دوم اشاره نمود؛ صدر اعظم سابق، بیسمارک، در مراسم حضور نیافت. هزاران نظامی با هدایت قیصر جوان، تابوت مولتکه را تا ایستگاه راه‌آهن برلین اسکورت نموده، از آنجا به سیلزیا فرستاده شده و دفن گشت.
میراث وی در مقبره خانواگی اش در کرایساو مدفون شد؛ البته پس از جنگ دوم جهانی که روستای کرایساو با عنوان جدید روستای شیزاوا به لهستان منضم گشت، مورد غارت قرار گرفت. اکنون ردی از دارایی‌ها و وسایل شخصی اش در دست نیست.

## زندگی شخصی
مولتکه با مری فون برت (۱۸۲۵–۱۸۶۸)، دختر ناتنی خواهرش آگوست (۱۸۰۹–۱۸۸۳) ازدواج کرد. آنها در ۲۰ آوریل ۱۸۴۲ در اتسهوهه ازدواج کردند و تا زمان مرگ مری در ۲۴ دسامبر ۱۸۶۸ باهم زندگی کردند.

## تاریخچه ضبط صدا
در ۲۱ اکتبر ۱۸۸۹، ژنرال فیلدمارشال فون مولتکه دو ضبط صوتی با آدلبرت تئودور وانگمن، بومی آلمانی که با توماس ادیسون کار می‌کرد و با گرامافون سیلندر تازه اختراع شده ادیسون به اروپا فرستاده شده بود، ساخت. مولتکه خطی از شکسپیر، پرده ۱، صحنه 3 ("Dein Ohr leih Jedem, Wen'gen deine Stimme" - به هر کسی گوش خود را بدهید، اما به تعداد کمی صدایتان را بدهید) و قطعه ای از "فاوست" گوته را روی دو استوانه مومی ضبط کرد. ضبط‌هایی که تا سال ۱۹۵۷ گم شدند و برای دهه‌ها پس از آن ناپیدا بودند. در ۳۰ ژانویه ۲۰۱۲ آنها در میان تعدادی از موارد بایگانی شده پیداشدند که توسط پارک ملی تاریخی توماس ادیسون رونمایی شد. دو سیلندر ضبط ساخته شده توسط مولتکه تنها صدای ضبط شده شناخته شده از کسی است که در قرن ۱۸ متولد شده‌است.